# Tipsligan 2009
Tipsligan 2009 var Finlands högsta division i fotboll säsongen 2009. Serien spelades mellan 18 april och 17 oktober 2009 och HJK Helsingfors från Helsingfors blev mästare för 22:a gången.

## Spelplatser
| Klubb                            | Ort          | Hemmaarena                             | Kapacitet | Huvudtränare     |
| -------------------------------- | ------------ | -------------------------------------- | --------- | ---------------- |
| FC Haka                          | Valkeakoski  | Tehtaan kenttä                         | 3 516     | Olli Huttunen    |
| HJK Helsingfors                  | Helsingfors  | Finnair Stadium (Tölö fotbollsstadion) | 10 770    | Antti Muurinen   |
| FC Honka                         | Esbo         | Hagalunds idrottspark                  | 4 500     | Mika Lehkosuo    |
| FC Inter                         | Åbo          | Veritas Stadion                        | 9 372     | Job Dragtsma     |
| FF Jaro                          | Jakobstad    | Jakobstads centralplan                 | 5 000     | Mika Laurikainen |
| Jyväskylän Jalkapalloklubi (JJK) | Jyväskylä    | Harju stadion                          | 3 000     | Ville Priha      |
| Kuopion Palloseura (KuPS)        | Kuopio       | Magnum Areena (Kuopio centralplan)     | 3 500     | Kai Nyyssönen    |
| FC Lahti                         | Lahtis       | Lahtis stadion                         | 14 465    | Ilkka Mäkelä     |
| IFK Mariehamn                    | Mariehamn    | Wiklöf Holding Arena                   | 1 600     | Pekka Lyyski     |
| Myllykosken Pallo -47 (MyPa)     | Anjalankoski | Saviniemen jalkapallostadion           | 4 167     | Janne Lindberg   |
| Rovaniemen Palloseura (RoPS)     | Rovaniemi    | Rovaniemen keskuskenttä                | 3 400     | Mika Lumijärvi   |
| Tampere United (TamU)            | Tammerfors   | Ratina Stadion                         | 17 000    | Ari Hjelm        |
| Turun Palloseura (TPS)           | Åbo          | Veritas Stadion                        | 9 372     | Pasi Rautiainen  |
| Vaasan Palloseura (VPS)          | Vasa         | Sandvikens fotbollsstadion             | 4 600     | Petri Vuorinen   |

## Tabell
| Nr | Lag                        | S  | V  | O  | F  | GM | IM | MS  | P  |
| -- | -------------------------- | -- | -- | -- | -- | -- | -- | --- | -- |
| 1  | HJK Helsingfors            | 26 | 14 | 10 | 2  | 45 | 21 | +24 | 52 |
| 2  | Honka                      | 26 | 13 | 10 | 3  | 65 | 29 | +36 | 49 |
| 3  | Turun Palloseura           | 26 | 13 | 10 | 3  | 46 | 20 | +26 | 49 |
| 4  | IFK Mariehamn              | 26 | 10 | 13 | 3  | 30 | 21 | +9  | 43 |
| 5  | Inter Åbo                  | 26 | 11 | 7  | 8  | 38 | 30 | +8  | 40 |
| 6  | Haka                       | 26 | 10 | 7  | 9  | 40 | 35 | +5  | 37 |
| 7  | Tampere United             | 26 | 11 | 4  | 11 | 31 | 31 | 0   | 37 |
| 8  | Vaasan Palloseura          | 26 | 10 | 5  | 11 | 30 | 36 | −6  | 35 |
| 9  | Myllykosken Pallo          | 26 | 9  | 7  | 10 | 32 | 30 | +2  | 34 |
| 10 | Jaro                       | 26 | 8  | 8  | 10 | 33 | 34 | −1  | 32 |
| 11 | Lahti                      | 26 | 8  | 7  | 11 | 33 | 40 | −7  | 31 |
| 12 | Kuopion Palloseura         | 26 | 6  | 5  | 15 | 29 | 53 | −24 | 23 |
| 13 | Jyväskylän Jalkapalloklubi | 26 | 3  | 7  | 16 | 25 | 52 | −27 | 16 |
| 14 | Rovaniemen Palloseura      | 26 | 4  | 4  | 18 | 21 | 66 | −45 | 16 |

## Kvalspel
- KPV - JJK 2-3 (Karleby)
- JJK - KPV 2-1(Jyväskylä)

Jyväskylän Jalkapalloklubi (JJK) kvalificerat för Tipsligan 2010 efter 5-3 sammanlagt.

## Publikliga
| Lag                        | Publiksnitt |
| -------------------------- | ----------- |
| TPS, Åbo                   | 4 904       |
| HJK, Helsingfors           | 3 661       |
| JJK, Jyväskylä             | 3 238       |
| VPS, Vasa                  | 2 415       |
| FC Inter, Åbo              | 2 395       |
| Tampere United, Tammerfors | 2 256       |
| FC Honka, Esbo             | 2 232       |
| FC Lahti, Lahtis           | 2 082       |
| FC Haka, Valkeakoski       | 2 000       |
| KuPS, Kuopio               | 1 837       |
| IFK Mariehamn              | 1 823       |
| FF Jaro, Jakobstad         | 1 650       |
| RoPS, Rovaniemi            | 1 587       |
| MyPa, Anjalankoski         | 1 360       |